# Последовательность Гийсвита
Последовательность Гийсвита — последовательность, начинающаяся с
1, 1, 2, 1, 1, 2, 2, 2, 3, 1, 1, 2, 1, 1, 2, 2, 2, 3, 2, 1, … (последовательность A090822 в OEIS).
Последовательность названа создателем OEIS Нилом Слоуном в честь Д. Гийсвита (D. C. Gijswijt). Эта последовательность в первую очередь интересна благодаря своей медленной скорости роста: число 4 в первый раз встречается на позиции 220, а число 5 — вблизи позиции 101023.

## Описание
Представим члены последовательность в виде букв алфавита, представленных натуральными числами. Первый член последовательности — 1. Каждый последующий член — наибольшее число {\displaystyle k} такое, что строку, образованную путём конкатенации все предыдущих членов («букв»), можно представить в виде {\displaystyle XY^{k}}(то есть {\displaystyle X\underbrace {YYY\dots Y} _{k}}), где {\displaystyle X} и {\displaystyle Y} — строки, причём {\displaystyle Y} имеет ненулевую длину. Многозначные числа в последовательности следует воспринимать как числа, а не как их отдельные цифры. То есть, например, число 10 будет использовано как цельный символ «10», а не как «1» и «0».
Пример генерации последовательности:
- На первой итерации, первый член равен 1
- Строку «1» представляем как «1»1, следующий член — 1
- Строку «11» представляем как «1»2, следующий член — 2
- Строку «112» представляем как «112»1, следующий член — 1
- Строку «11211» представляем как «112»"1"2, следующий член — 2
- Строку «112112» представляем как «112»2, следующий член — 2
- Строку «1121122» представляем как «11211»"2"2, следующий член — 2
- Строку «11211222» представляем как «112112»"2"3, следующий член — 3
- Строку «112112223» представляем как «112112223»1, следующий член — 1

и т. д.

## Свойства
Над последовательностью Гийсвита проводятся ограниченные исследования. Из-за этого она остаётся малоизученной, и многие вопросы насчёт неё остаются открытыми.

### Скорость роста
Учитывая, что число 5 не встречается в последовательности примерно до 101023-й позиции, методом «грубой силы» вряд ли удастся найти числа больше, чем 4. Однако, было доказано, что в последовательности встречается каждое натуральное число. Точная скорость роста неизвестна, но есть предположение, что в первый раз натуральное число {\displaystyle n} появляется в последовательности на позиции {\displaystyle 2^{2^{3^{4^{\cdot ^{\cdot ^{\cdot ^{n-1}}}}}}}}.

### Среднее значение
Хотя было доказано, что любое натуральное число встречается в последовательности, было выдвинуто предположение, что последовательность может иметь среднее значение. Формально, гипотеза такова:
{\displaystyle \lim _{n\to \infty }{\frac {1}{n}}\sum _{i=1}^{n}G(i)<\infty }
где {\displaystyle G(n)} — {\displaystyle n}-й член последовательности Гийсвита.
Частота появления любого натурального числа в последовательности также неизвестна.

### Рекурсивная структура
Последовательность может быть разбита на дискретные последовательности — «блок» и «клей» — которые могут быть использованы для рекурсивного создания последовательности.
Вначале определим {\displaystyle B_{1}=1} и {\displaystyle S_{1}=2} как первые последовательности «блока» и «клея» соответственно. Они формируют первые члены последовательности:
{\displaystyle B_{1}B_{1}S_{1}=1,1,2}.
Далее рекурсивно определим {\displaystyle B_{2}=B_{1}B_{1}S_{1}}. Тогда строка «клея» примет вид {\displaystyle S_{2}=2,3,3}. Теперь генерируемая последовательность:
{\displaystyle B_{2}B_{2}S_{2}=1,1,2,1,1,2,2,2,3}.
Обратите внимание, что строку «клея» {\displaystyle S_{2}} мы определили не рекурсивно, а присвоили ей конкретное значение, которое мы получаем из определения последовательности Гийсвита.
Таким образом, мы можем определить формулу для «блоков»: {\displaystyle B_{n+1}=B_{n}B_{n}S_{n}}. Строки «клея» {\displaystyle S_{n}} получаем, достраивая последовательность по определению, до тех пор, пока не достигнем 1.